# 600 nanómetros
600 nanómetros se refiere a una tecnología de proceso de la industria de los semiconductores que fue ofrecido entre los años 1994 y 1995 por las principales empresas de semiconductores, tales como Intel e IBM.

## Microprocesadores producidos con la tecnología de proceso de 600 nm
- La CPU Intel DX4, el cual fue lanzado al mercado en 1994 (los cuales comenzaron a usar el entonces novedoso concepto de multiplicador, que permitía que la CPU operase a un determinado múltiplo de la velocidad del bus).

- El IBM/Motorola PowerPC 601 (el cual fue el primero de la serie PowerPC (Performance optimized with enhanced RISC, “Rendimiento optimizado con RISC mejorado”)

- Los Intel Pentium de segunda generación (P54C), lanzados a velocidades de 75 MHz, 90 MHz y 100 MHz (1,5x50 MHz, 1,5x60 MHz y 1,5 x 66MHz respectivamente).